# 意志
意志（いし、英: will）は、目標を定めてその達成のために行為を促す自発的な気持ちや思考を意味する。複雑な哲学概念として、よく異なる形式に定義されている。

## 概念
哲学と心理学では意志、法学では意思と表記するがどちらも同じ原語（独: Wille, 助動詞 wollen を名詞化したもの）からの訳語であって、基本的に意味は変わらない。
これに対して、Sein には存在、Sollen には当為という訳語が当てられる。

## 概要
あることを行いたい、または行いたくないという考えを示す。「意思」が何かを行う/行わないに対する漠然とした思いも含め意味するのに対し、
「意志」は時に具体的な行動を伴う、より積極的な強い思いを表現するために用いられる。
しかし仮に意志が「目標を定めてその達成のために行為を促す自発的な思考」を意味するのだとすれば、我々の行為は思考だけによって規定されるわけであるが、実際にはそうではない。
例えばダイエットをしたい人が食欲と戦う場合、「痩せたい」という「目標を定めてその達成のために行為を促す自発的な思考」だけが意志であり、「食べたい」という(思考とは無関係の)欲求の方は「意志」では無いことになるだろう。後者(食欲)が前者(痩せたいという抽象的目標)に勝った場合、それは自らの意志では無いのだから自らに責任は無い、とするのは我々の経験から見ても明らかに不合理である。同様のことは、性犯罪など欲求が抽象的認識(刑罰への恐れ)に勝ったような場合でも言い得る。
さらに、もしも「思考」が「意思」であるならば、「痩せるにはどのような手段をとればいいか」という「思考」が「意思」ということになるが、
これは不合理である。「痩せる為の手段」を探している主体である「痩せたいという欲求を持つ何か」が意思なのであって、その「痩せる為の思考」の側が「意思」ではない。つまり、思考は意思(痩せたいという欲求)の実現の為の「手段」であり、思考自体が「意思」というわけではない。例えばパソコンはウィキペディアを見る手段であるが、パソコン自体がウィキペディアではないのと同様である。つまり思考は意思(=欲求)によって発生するが、思考自体が意思というわけではなく、思考は意思の実現の為の手段に過ぎない。
ゆえに「目標を定めてその達成のために行為を促す自発的な思考」とは意志全体の説明ではなく、意志の活動の一部、つまり抽象的認識に従った行為のみを説明するに過ぎない。

## 哲学における意志
ショーペンハウアーはその主著「意志と表象としての世界」に於いて、世界の全活動の原動力は、我々の内にも現象している意志であるとした。
しかし彼による意志の定義は「行為を促す自発的な思考」のことではない。というのも、思考と呼ばれるものはつまりは抽象的認識であって、
脳に与えられた単なるデータ(客観)に過ぎず、それ自体が自発的行為を生み出すことはありえない。各自の生まれつきの性格に基づき、知覚による直接的認識と、概念による抽象的認識により与えられた動機を比較衡量し、最終的に行為は必然的に発生する。ゆえに、我々が何らかの行為を行う限りにおいての自由意志は全くの幻想であり、これを完全に否定している。羽虫に光が与えられれば火の中であろうと飛び込まない自由意志は無く、石に物理的衝撃が与えられれば転がらない自由が無いのと同じように、人間の行為は必然的に発生するのである。
彼によると、意志は人間や動物だけでなく、植物、さらに岩や惑星などの無機物など全てのものにいわば内在している。しかしこれは、神のような普遍的存在者が偏在しているという意味ではない。というのも、人間の活動も、動機(つまり脳に現れた直接的認識=知覚と間接的認識=概念)に基づいて活動を発生させる「何か」は客観的には(つまり脳の認識の形式である根拠の原理に基づいて)説明することは不可能であり、重力や磁力そのものが何であるのかを説明することが不可能であるのと事情は変わらないからである。脳に現象として現れるのは、既に脳の認識形式を経た後の「意思が客観化されたもの」であり、意志自体(つまり物自体)ではない。
それゆえ、意志は人間の胃腸や生殖器にも、脳による認識作用とは関係無く、植物と同様、いわば「盲目的」に作用している。というのも、我々の意志が強烈な怒りや悲しみと言った動揺に晒された場合、例えば「腸が煮えくりかえる」と言われるように、その影響は内臓にも及ぶ。一方で、純粋に脳による認識作用を行う活動、例えば藝術鑑賞や学問などの活動によっては、感情の激変のように他の内臓に影響を及ぼすことは見られない。故に、脳すなわち認識作用は、胃腸や生殖器と同じく、意志に仕える機能を持った臓器の一つにすぎないとしている。
先に意志が物体に「内在している」と表現したのもいわば比喩的表現であって、意志は空間の中に存在していて直接に知覚できるもの、つまり客観として直接に我々に現れるのではない。なぜなら空間と時間は我々の脳の認識の形式であって、それは客観となり我々に把捉される前の「物自体」である意志には適用されず、意志が脳を媒介とした現象として顕れて初めて、我々の知覚によって認識されるからである。つまり、意志は我々の脳の機能により全ての物事が主観と客観に分離されるより前に、その適用を受けずにある「何か」である。時間も結局は脳に由来する認識機能であるから、意志は時間からも超越していると推測される。
以上の議論から、人間の認識作用によって幾分かでも世界の本質である意志の性質を把握できるのは、行為(つまり意志の現象)を行った後で、自らの行為についての反省、すなわち自らの行為を抽象的に再認識するというプロセスを経なければならない。これにより意志が自らを否定し、意志が意志としての活動を停止することが起きうるという。それが仏教で言う涅槃や、聖者と呼ばれる人々の内面に起きた、人類に起きうる最も高貴な精神状態である、と説明されている。彼の哲学では、人間の自由はこの点にのみ認められている。なぜなら意志が意志としての活動をする限り、行為は動機に基づいて必然的に発生し、概念による抽象的動機に基づく行為が「自由意志」であると表面上思われるのは、じつは錯覚に過ぎないからである。
さらに補足すると、意志が「目標を定めてその達成のために行為を促す」という説明は、意志を前提とした説明の仕方であって、意志そのものの説明には全くなっていない。何故なら「目標」や「達成」というのは、つまりは意志(欲求)に対応する相対的概念であり、「北とは何か」を説明するのに「南の反対である」と説明するのと同じである。「目標」とは「意志(欲求)の対象」であり、「達成」とは「もはやそれが意志(欲求)の対象では無くなった」ということを言い換えたに過ぎないからである。

## 意志の障害

### 欲動統制の障害
意志は、欲動を適切に制御して、自分の行動が目的に合うように調整する。しかし意志の力が弱くなり、欲動を抑制できないと、「衝動行為」が起こる。

### 意志発動の障害
- 制止
「精神運動制止」とも呼び、行動を起こしにくい状態。思考や行動が遅くなる。うつ病で見られる。これが極端になったのが次項の昏迷である。

- 昏迷
意志発動が全く行われない状態。意識清明である点で、昏睡とは異なる。うつ病のほか、解離性障害や緊張病症候群（統合失調症の一型）でもみられる。
- 途絶
思考や行動が突然ストップしたもの。まもなく回復する。統合失調症でみられる
- 緊張病症候群
主に緊張型統合失調症でみられる。
  - 緊張病性興奮・緊張病性昏迷
突然の興奮が起こる。興奮は周囲の状況からみても了解不能で、その行為には首尾一貫性がないなど、意志によって統制されていない。やがて、すべての行動は止まり、不動となる。意識は保たれ、後にそのときのことを想起できる。このように、興奮・昏迷は交替して出現することが多い。
  - 強直症 カタレプシー catalepsy
意志発動性が低下した上に、暗示を受けやすくなったため、一定の体の姿勢を長時間保ったままの状態。（本来は筋固縮等を伴って姿勢が固まってしまう症状をさすが、催眠術など暗示によって引き起こされる同様の状態をも意味することがあるため注意が必要）
  - 反響動作、反響言語
被影響性の亢進によって、相手の行為や言葉を反復する。緊張病症候群だけでなく、解離性障害や催眠でもみられる。
  - 常同症 stereotypy
同じ行動を何度も反復する。常同行為・常同運動・常同姿勢・常同言語などがある。随意的である点において、保続や反復とは異なる。